# Alí Babà i els quaranta lladres
«Alí Babà i els quaranta lladres» és un conte que apareix a Les mil i una nits, Els llibres de les fades i altres reculls d'històries. La història ha tingut diverses adaptacions al cinema i en musicals.

## Argument
Alí Babà és pobre però un dia descobreix per causalitat l'amagatall de quaranta lladres en una cova, que s'obre amb les paraules «Sèsam, obre't». Agafa uns quants diners per sortir de la seva situació. El seu germà gran, Cassim, molt més ric i envenjós, vol saber d'on ha tret aquells diners i va a la cova amb les indicacions d'Alí Babà. Oblida, però, la fórmula màgica i els lladres el sorprenen i el maten.
Com que Alí Babà recupera el cos, ells s'adonen que algú més coneix el seu secret i l'acaben trobant. Llavors es fan ficar dins grans càntirs d'oli per sortir de nit del celler i matar la família. Marxana, la dona d'Alí Babà, ho descobreix i els mata amb oli bullent, tret del capità, que jura venjança.
El capità es fa passar per un caminant i demana hospitalitat. Quan estan sopant, Marxana el reconeix i fingeix dedicar-li un ball a l'hoste. Amb els moviments de la dansa s'acosta i li clava un ganivet, salvant un cop més casa seva.

## Origen
La narració és un dels anomenats «contes orfes» de Les mil i una nits, és a dir, un dels contes que no formaven part de la compilació original i que manquen d'original àrab. Va aparèixer per primera vegada el 1710 en la versió francesa d'Antoine Galland, el primer traductor de l'obra. Al seu diari personal, que es conserva, Galland explica que el conte li va ser transmès pel rondallaire maronita Hanna Diyab, resident a París el 1709. Hom ignora fins a quin punt és d'origen popular sirià i fins a quin punt és una creació original de Diyab.
L'orientalista estatunidenc Duncan Black MacDonald va descobrir un manuscrit àrab a la Biblioteca Bodleiana que contenia una versió suposadament antiga del conte d'Alí Babà, però l'autor de la primera edició crítica de Les mil i una nits, Muhsin Mahdi, ha mostrat que és tan sols una traducció a l'àrab del text de Galland. A causa de la manca de fonts àrabs, aquest conte no van ser inclòs en les edicions àrabs canòniques de les Mil i una nits, de manera que les traduccions i adaptacions actuals han de partir del text francès de Galland.

## Anàlisi
La fórmula màgica per obrir la cova és una constant dels contes de meravella, com abracadabra i similars, i és hereva de la concepció sagrada de la paraula (com es manté encara a les escriptures religioses i la càbala). El nombre quaranta indica multitud en la tradició mediterrània.
El conte s'ha analitzat des de la crítica feminista, ja que la dona del protagonista salva la situació gràcies al seu valor i enginy, mentre que ell troba per casualitat la fortuna. Moltes versions del conte, a part, acaben indicant que Alí Babà comparteix amb ella la gestió del patrimoni familiar, fet gens usual a l'època.

## Curiositats
Ali Babà és el terme despectiu que usen els soldats estatunidencs per referir-se a sospitosos àrabs a l'Iraq. Els iraquians, en canvi, l'usen com a sinònim del pillatge americà.